# Řády, vyznamenání a medaile Autonomní republiky Krym

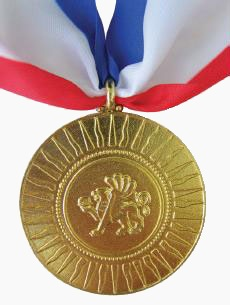
Čestný občan Krymu

Vyznamenání Autonomní republiky Krym byla založena dne 21. října 1998 v souladu s čl. 26, odst. 2, pododstavcem 32 a čl. 31, odst. 1, pododstavcem 5 Ústavy Autonomní republiky Krym. Poté, co se území stalo z pohledu mezinárodního práva spornou republikou Ruské federace, Republikou Krym, byla všechna vyznamenání zrušena zákonem č. 34-3PK O státních vyznamenáních Republiky Krym ze dne 17. července 2014.

## Nejvyšší ocenění
- Čestný občan Krymu – Vyznamenání bylo založeno dne 21. dubna 1999. Udíleno bylo za vynikající osobní služby Autonomní republice Krym.

## Čestné odznaky
- Čestný odznak Autonomní republiky Krym Za věrnost službě byl založen dne 20. června 2011. Udílen byl za speciální služby při výkonu občanských a úředních povinností, konkrétně za přínos k sociálně-ekonomickému a kulturnímu rozvoji Autonomní republiky Krym, za iniciativu a obětavost prokázanou při plnění úředních a občanských povinností či za odvahu a hrdinství prokázané v extrémních situacích spojených s ohrožením vlastního života.
- Odznak Autonomní republiky Krym Za odvahu v ohni byl založen dne 28. dubna 2004. Udílen byl členům hasičského sboru a sboru dobrovolných hasičů za chrabrost, odvahu a obětavost, kterou prokázali při hašení požárů, záchraně lidí, majetku a přírodních zdrojů Krymu před požárem, při prevenci výbuchu nebo požáru stejně jako v jiných extrémních situacích v souladu s chartou hasičského sboru Ukrajiny.
- Odznak Autonomní republiky Krym Za zásluhy při pátrání byl založen dne 21. června 2013. Udílen byl za zvláštní zásluhy při plnění občanských a úředních povinností. Udílen byl členům pátracích týmů, pracovníkům muzeí a archivů a dalším osobám za mimořádný přínos při hledání dříve nepohřbených ostatků obětí války, které zemřely na Krymském poloostrově během Velké vlastenecké války i v dalších historických obdobích, za aktivní vojensko-vlasteneckou práci a činnost zaměřenou na zachování a vytváření předmětů kulturního dědictví vojensko-historického charakteru či za zásluhy o hledání, zřizování a udržování památky na neznámá jména obránců a osvoboditelů Krymu.

## Čestné tituly
Čestné tituly Autonomní republiky Krym byly založeny dne 21. dubna 1999.
- Zasloužilý pracovník průmyslu Autonomní republiky Krym
- Zasloužilý energetik Autonomní republiky Krym
- Zasloužilý ekonom Autonomní republiky Krym
- Zasloužilý pracovník v dopravě Autonomní republiky Krym
- Zasloužilý pracovník středisek cestovního ruchu Autonomní republiky Krym
- Zasloužilý umělec Autonomní republiky Krym
- Zasloužilý pracovník v kultuře Autonomní republiky Krym
- Zasloužilý výtvarník Autonomní republiky Krym
- Zasloužilý učitel Autonomní republiky Krym
- Zasloužilý pracovník ve školství Autonomní republiky Krym
- Zasloužilý lékař Autonomní republiky Krym
- Zasloužilý pracovník v oblasti zdraví Autonomní republiky Krym
- Zasloužilý pracovník agro-industriálního komplexu Autonomní republiky Krym
- Zasloužilý stavitel Autonomní republiky Krym
- Zasloužilý architekt Autonomní republiky Krym
- Zasloužilý pracovník sektoru služeb Autonomní republiky Krym
- Zasloužilý pracovník tělesné kultury a sportu Autonomní republiky Krym
- Zasloužilý novinář Autonomní republiky Krym
- Zasloužilý právník Autonomní republiky Krym
- Zasloužilý pracovník vědy a techniky Autonomní republiky Krym
- Zasloužilý pracovník v sociální sféře Autonomní republiky Krym
- Zasloužilý pracovník vodohospodářství Autonomní republiky Krym
- Zasloužilý pracovník environmentálního komplexu Autonomní republiky Krym
- Zasloužilý pracovník vinařství Autonomní republiky Krym
- Zasloužilý pracovník místní samosprávy Autonomní republiky Krym
- Zasloužilý pracovník lesního hospodářství a myslivosti Autonomní republiky Krym
- Zasloužilý geolog Autonomní republiky Krym
- Zasloužilý geodet Autonomní republiky Krym

## Ceny
- Cena Autonomní republiky Krym byla založena dne 21. dubna 1999. Udílena byla za mimořádné úspěchy v oblasti literatury, kultury, umění, vědy a techniky za jedinečné architektonické a stavební projekty, za významné úspěchy v oblasti průmyslu, palivového a energetického komplexu, energetiky, zemědělství, zdravotnictví a rozvoje letovisek, které se dočkaly veřejného uznání či za přínos k udržování míru a za rozvoj a prosperitu Krymu. Ceny byly udíleny každoročně v kategorii literatura (poezie, próza, žurnalistika, drama, překlad, humor, satira), v kategorii výtvarné umění (malba, grafika, sochařství, lidové umění, fotografie), v kategorii hudba a scénické umění, divadelní umění, kinematografie, televize žurnalistika; v kategorii architektura a stavebnictví, v kategorii věda a technika, v kategorii práce pro děti a mládež (ve všech nominacích), v kategorii zdravotní péče, letoviska, v kategorii vzdělávání, v kategorii průmysl, palivo a energie, v kategorii agroindustriální komplex a v kategorii přínos k udržování míru, rozvoji a prosperitě Krymu.
- Cena Autonomní republiky Krym pedagogickým a vědecko-pedagogickým pracovníkům byla založena dne 21. dubna 1999. Udílena byla za zvláštní úspěchy ve výuce a výchově žáků a studentů, za činnosti zaměřené na zajištění dostupnosti vzdělávání a získání kvalitního vzdělávání, za aktualizaci obsahové a metodické podpory vzdělávacího procesu, za vývoj a implementaci nových technologií, které přispívaly ke zlepšení kvality vzdělávání a výchovy, za vytváření učebnic, učebních pomůcek a softwaru pro pedagogické školení, včetně elektronického, za vytváření podmínek pro kvalitní vzdělávání sirotků a dětí zbavených rodičovské péče a osob vyžadujících nápravu tělesného a duševního vývoje, za přípravu vítězů III. etapy všeruské olympiády v základních a speciálních disciplínách, kteří obsadili první místa a za další výsledky pedagogické a vědecko-pedagogické činnosti, které ovlivnily řešení problémů výuky a výchovy mladé generace.
- Cena Autonomní republiky Krym pro zdravotníky byla založena dne 21. dubna 1999. Udílena byla za nejlepší poskytování kvalifikované lékařské péče obyvatelstvu, za poskytování kvalitní lékařské péče ve venkovských oblastech, za osobní přínos k rozvoji specializované zdravotní péče a zavádění špičkových léčebných metod. Cena byla udílena také nejlepšímu rodinnému lékaři, nejlepší posádce záchranné služby či za vysoké úspěchy v oblasti ochrany matky a dítěte a za věrnost profesi.
- Cena Autonomní republiky Krym pro sociální pracovníky byla založena dne 25. července 2012. Udílena byla za profesionální svědomitou práci zaměřenou na podporu zranitelných skupin obyvatelstva, za využití teoretických znalostí a praktických dovedností ve své práci, kreativní přístup, inovativní nápady a nové sociální technologie, které přispívají ke zlepšení kvality poskytovaných sociálních služeb, za iniciativu v práci, vysoký stupeň zodpovědnosti, odhodlání, za touhu sbírat zkušenosti a zlepšovat svou odbornou úroveň, za zobecňování a šíření pokročilých postupů v činnosti sociálních služeb či za provádění mentorských aktivit. Udílena byla i za významný přínos k provádění státní politiky v otázkách důchodů a za další výsledky v činnosti ovlivňující zlepšení kvality života obsluhovaných občanů.

## Čestné osvědčení Nejvyšší rady
- Čestné osvědčení prezidia Nejvyšší rady Autonomní republiky Krym bylo založeno dne 14. června 1999. Udíleno bylo občanům Ukrajiny i cizincům, a to jednotlivcům i kolektivům, za významný přínos k rozvoji místní autonomie. Udíleno bylo lidem, kterým již dříve získali státní vyznamenání či resortní vyznamenání.
- Pochvala předsedy Nejvyšší rady Autonomní republiky Krym byla založena dne 17. května 2011.

## Vyznamenání Rady ministrů

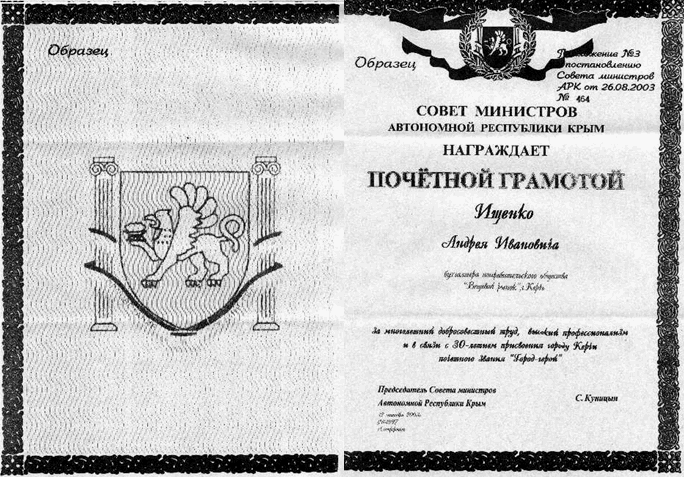
Diplom Čestného osvědčení Rady ministrů Autonomní republiky Krym

- Čestné osvědčení Rady ministrů Autonomní republiky Krym bylo založeno dne 26. srpna 2003. Udíleno bylo občanům za významný přínos k hospodářskému, vědeckému, technickému a sociokulturnímu rozvoji Autonomní republiky Krym, aktivním občanům za mírovou, charitativní a sociální činnost, za ochranu státních zájmů, za vysoké odborné dovednosti, za dlouhodobou svědomitou práci a další zásluhy.
- Cena Rady ministrů Autonomní republiky Krym byla založena dne 28. prosince 1999. Udílena byla za nejvýznamnější úspěchy v rozvoji národohospodářského komplexu a autonomie. Cena byla udílena za průmysl; palivo a energie; agroindustriální komplex; výstavbu letovisek a cestovní ruch; zdravotní péči; vzdělávání a aplikovanou vědu; vodu a lesnictví; kulturu, tělesnou výchovu a sport a za úspěchy v práci ve prospěch Krymu. Většinou se neudílela podle souhrnu zásluh, ale za konkrétní úspěchy za poslední tři roky před udělením ocenění.
- Pochvala předsedy Rady ministrů Autonomní republiky Krym byla založena dne 26. srpna 2003. Udílena byla občanům, kteří významně přispěli k hospodářskému, vědeckému, technickému a sociokulturnímu rozvoji autonomní republiky, aktivním občanům za mírové, charitativní a veřejné aktivity, za ochranu státních zájmů, vysoké odborné dovednosti, dlouhodobou svědomitou práci a další speciální služby pro autonomii. Udílena byla jednotlivcům i podnikům, institucím, organizacím, pracovním kolektivům, sdružením občanů, městům a vesnicím.
- Insignie Rady ministrů Autonomní republiky Krym Za milost Dáši Sevastopolské byla založena dne 29. března 2013. Udílena byla certifikovaným zdravotním sestrám, zdravotníkům a porodním asistentkám za významný přínos k poskytování zdravotní péče obyvatelstvu Autonomní republiky Krym, za věrné plnění svých profesních povinností, za mnoho let svědomité práce a další zvláštní zásluhy. Udílení tohoto ocenění bylo načasováno tak, aby se shodovalo s Mezinárodním dnem zdravotních sester.
- Pamětní odznak 70. výročí osvobození Krymu od fašistických útočníků byl založen v listopadu 2013. Udělen byl veteránům armády i námořnictva, kteří se účastnili operací osvobození Krymu a Sevastopolu od nacistických útočníků, či se účastnili poválečné obnovy a výstavby. Udělena byla občanům Krymu a Sevastopolu, kteří se aktivně účastnili vojensko-vlastenecké práce a činnosti na udržení památky padlých obránců vlasti. Udělena byla i státním a veřejným činitelům, vedoucím státní orgánů a veteránských organizací a dalším osobám, které významně přispěly k rozvoji veteránského hnutí, systému vlastenecké výchovy a aktivně se zapojily do práce na sociální a zdravotní rehabilitaci vojáků Velké vlastenecké války.

## Ostatní vyznamenání
- Čestný občan Autonomní republiky Krym – Toto vyznamenání bylo založeno dne 17. dubna 1997 a přestalo být udíleno dne 21. dubna 1999. Udíleno bylo za vynikající osobní služby Autonomní republice Krym.